# Udivitel'naja istorija, pochožaja na skazku
Udivitel'naja istorija, pochožaja na skazku (Удивительная история, похожая на сказку) è un film del 1966 diretto da Boris Genrichovič Dolin.